# Ruivães (Vila Nova de Famalicão)
Ruivães é uma povoação portuguesa do Município de Vila Nova de Famalicão que foi sede da extinta Freguesia de Ruivães, freguesia que tinha 2,72 km² de área e 1 877 habitantes (2011), e, por isso, uma densidade populacional de 690,1 hab/km².
A Freguesia de Ruivães foi extinta (agregada) em 2013, no âmbito de uma reforma administrativa nacional, tendo o seu território sido agregado ao da Freguesias de Novais para formar uma nova freguesia denominada União das Freguesias de Ruivães e Novais com sede em Ruivães.
Com uma paisagem marcada pela passagem do Rio Pele, Ruivães, que se encontra situada a 8 quilómetros da sede do município, faz fronteira com as terras vizinhas de Bente, Carreira, Castelões, Seide São Miguel, Delães, Landim, Novais, Oliveira São Mateus, Requião e Vermoim.
Ruivães dispõe, a par com uma interessante variedade de lojas, de diversos espaços de utilidade pública, tais como: sede da Junta, Pré-Primária, Escola Básica do 1º Ciclo, Gabinete de Apoio à Juventude, Biblioteca Itinerante, Salão de Festas, parque de jogos, junta de freguesia, praças onde pode conviver e conversar.

## Origens da Freguesia
No período que se seguiu á Reconquista, o poder régio foi-se concentrando no povoamento e desenvolvimento do território. Nas inquirições de 1220, Ruivães surge-nos como Roviães, admita-se que deriva de Villa Rubi, ou Villa Rubiani, território pertencente a um senhor, cujo nome seria Rúbio ou Rúben. Fruto de várias evoluções linguísticas, em 1528, estava fixada a atual denominação de Ruivães. 

## População
| População da Freguesia de Ruivães | População da Freguesia de Ruivães | População da Freguesia de Ruivães | População da Freguesia de Ruivães | População da Freguesia de Ruivães | População da Freguesia de Ruivães | População da Freguesia de Ruivães | População da Freguesia de Ruivães | População da Freguesia de Ruivães | População da Freguesia de Ruivães | População da Freguesia de Ruivães | População da Freguesia de Ruivães | População da Freguesia de Ruivães | População da Freguesia de Ruivães | População da Freguesia de Ruivães |
| --------------------------------- | --------------------------------- | --------------------------------- | --------------------------------- | --------------------------------- | --------------------------------- | --------------------------------- | --------------------------------- | --------------------------------- | --------------------------------- | --------------------------------- | --------------------------------- | --------------------------------- | --------------------------------- | --------------------------------- |
| 1864                              | 1878                              | 1890                              | 1900                              | 1911                              | 1920                              | 1930                              | 1940                              | 1950                              | 1960                              | 1970                              | 1981                              | 1991                              | 2001                              | 2011                              |
| 693                               | 913                               | 719                               | 707                               | 789                               | 741                               | 867                               | 1 307                             | 1 447                             | 1 737                             | 1 689                             | 2 162                             | 2 413                             | 2 117                             | 1 877                             |

## Associações
- Ruivanense Atlético Clube

Fundação 1 de Agosto de 1941
Actividade Futebol
Morada Rua do Pereiró, nº89
- Centro Social-Paroquial de Ruivães

Fundação - 1979
Actividade - Infantário, ATL, Centro de Dia
Morada - Rua da Igreja, nº51
- Agrupamento de Escuteiros nº444

Fundação - 8 de Novembro de 1973
Actividade - Escutismo
Morada - Rua da Igreja, nº51
- Rancho Folclorico da Casa do Povo de Ruivães

Fundação - 26 de Julho de 1982
Actividade - Folclore
Sede - Casa do Povo de Ruivães
Morada para contactos: Rua Capitão Fonseca nº 86 4770 – 507 Ruivães Vila Nova de Famalicão
- Grupo Recreativo Covense

Fundação - 28 de Outubro de 1991
Actividade - futebol
Morada - Rua da Cova
- Moto Clube "Os Desgraçados"

Fundação - 1996
Actividade - inexistente
Morada - Rua Domingos Monteiro
- Associação de Pesca e Caça de Ruivães

Fundação - 2004
Actividade - Pesca e caça
Morada - Rua do Outeiro, nº66